# ティート・スキーパ

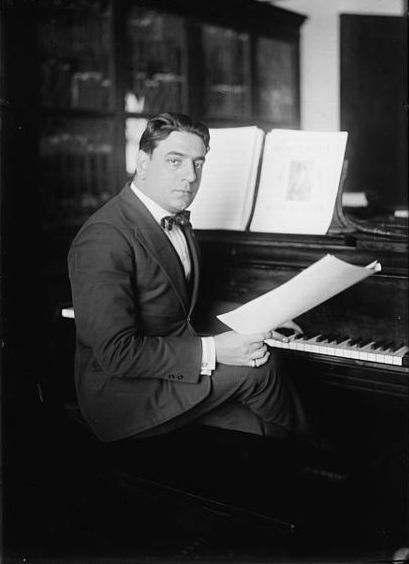
ティート・スキーパ

ラッファエーレ・アッティーリオ・アメデーオ・“ティート”・スキーパ（Raffaele Attilio Amadeo "Tito" Schipa, 1889年1月2日 - 1965年12月16日、誕生日は出生届による）は、1910年代から1940年代にかけて活躍したイタリアのテノール歌手である。代表的な「テノーレ・ディ・グラツィア」（軽妙な声のテノール）として高い人気を誇った。

## 生涯
イタリアでも最貧困地域であったレッチェの極貧家庭に生まれる。出生届に1889年1月2日誕生とあるのは、新生児が生まれた父親はその年の兵役を免除される、という慣例を利用して入営を忌避しようとした彼の父の計略であり、実際には1888年12月の誕生と考えられている。少年時代からその美声は教会で知られるところとなり、やがて19歳のとき、かつてメルカダンテの弟子であった音楽教師に見出されてミラノで声楽を学ぶ機会を与えられた。
20歳になったばかりの1909年2月、早くも北イタリア、ヴェルチェッリの小劇場でヴェルディ『ラ・トラヴィアータ』アルフレード役でデビュー、当初は大した評価は得られなかったが、地方劇場を回るうち『リゴレット』マントヴァ公爵役、プッチーニ『ラ・ボエーム』ロドルフォ役、ロッシーニ『セビリアの理髪師』アルマヴィーヴァ伯爵役などリリカルな役どころでレパートリーを増やす。特に1911年、ジュール・マスネ『ウェルテル』題名役がローマで高評価を得たことはトスカニーニなど有名指揮者に用いられるきっかけとなる。このウェルテル役は彼にとって生涯を通じての十八番となった。
1913年からはブエノスアイレス・コロン劇場など南アメリカ各劇場でも活躍、1915年にはミラノ・スカラ座にもデビューを果たしている。また1917年にはプッチーニ『つばめ』のモンテカルロにおける世界初演にも参加、ルッジェーロ役を創唱している。
しかし、スキーパの名を最も知らしめたのは1919年から1932年までのシカゴ・リリック劇場との長期契約、およびニューヨーク・メトロポリタン歌劇場（メト）への数多くの客演であった。彼はアメリカで最も高額のギャラを受領するオペラ歌手として、またその豪華な邸宅での華美なパーティー、数多くの女性との交際で知られることとなった。大恐慌が原因の給与カットによってライヴァルのベニャミーノ・ジーリやジャコモ・ラウリ＝ヴォルピがイタリアに帰国した後もスキーパは数年間メトに留まり、むしろ彼らイタリア人テノールたちの穴を埋める形でそのプレゼンスは増大した。アメリカではまた数多くの商業録音、映画出演なども行った。
1930年代末にはイタリアに帰国する。ムッソリーニと彼のファシスト党政権に対して心情的に強い共感をもっていたスキーパは、ファシストのプロパガンダに積極的に協力、独伊枢軸の文化的象徴としてドイツの諸劇場にも数多くの出演を行った。そのため、ファシスト政権崩壊・戦争終結後はそのつけを払わされる形で活動が停滞した。1947年にはニューヨーク、カーネギー・ホールでのリサイタルを行ったが、客席は半分空席だったという。
大戦中の彼の行為が人々の記憶から薄らいだ1950年代から60年代にかけてはリサイタル中心に活動を再活発化、1962年には73歳にしてアメリカ・ツアーを行い成功させるなどした。1965年にニューヨークで死去した。
スキーパは声量的に恵まれず、また声域的にも特に広いわけでもなかったという。このため彼のレパートリーはレッジェーロ諸役に常に限定されていた。しかしの口跡の良さ、ディクションの確かさ、声域の全般にわたってむらのない発声は、彼を代表的なテノーレ・ディ・グラツィアにしたのだった。天賦の音楽の才に恵まれていたスキーパは自ら作曲のオペレッタ『リアナの王女(La Principessa Liana )』や数曲の歌曲でも成功した。